# Scheuchenstuel

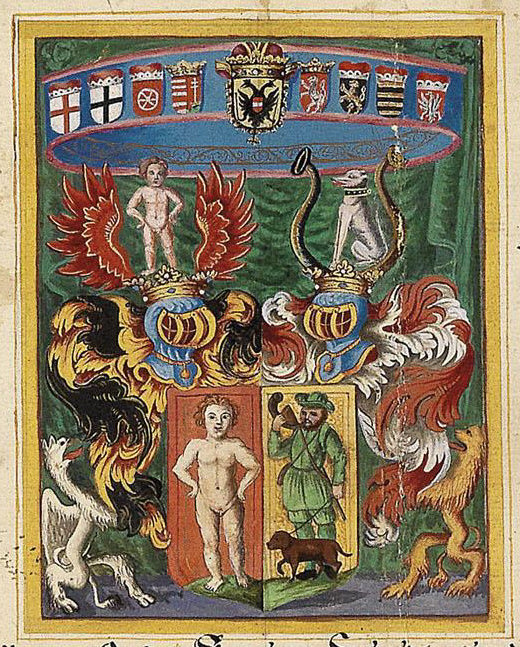
Wappen der Ritter von Scheuchenstuel 1629

Die Ritter und Freiherrn von Scheuchenstuel sind ein aus der Rosenheimer Bürgerschaft stammendes bayerisches und österreichisches Adelsgeschlecht, dessen Angehörige sich als Gewerke einen Namen gemacht hatten. In Österreich zeichnete es sich nicht nur durch ihr Wirken im Bergbauwesen, sondern auch im Richter-, Staats- und Kriegsdienst aus.

## Geschichte

### Herkunft

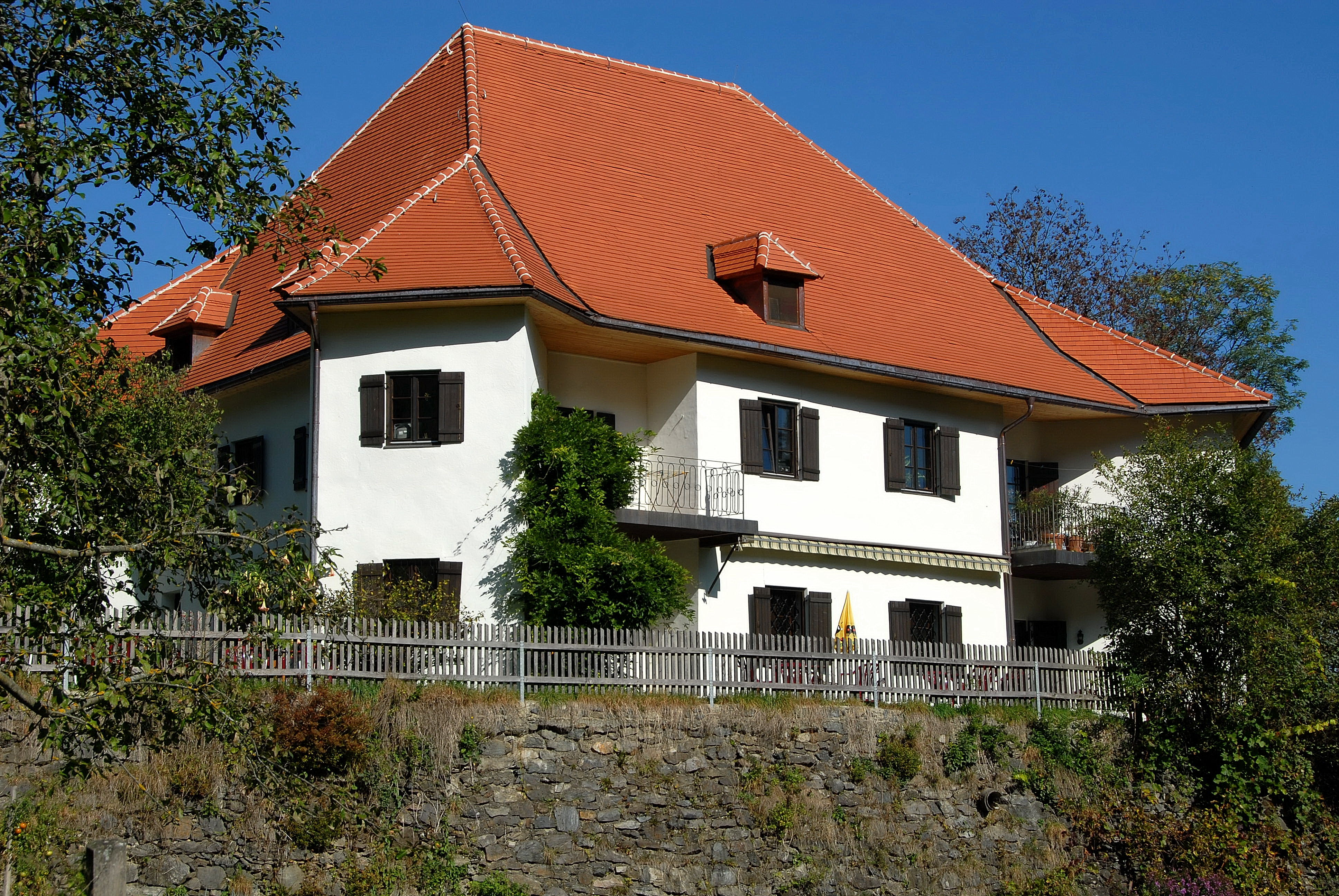
Schloss Falkenberg

Einer mündlichen Überlieferung nach sollen die Scheuchenstuel ursprünglich aus Thüringen stammen. Nachweislich waren sie in der ersten Hälfte des 15. Jahrhunderts unter der Rosenheimer Bürgerschaft bereits sesshaft. Herrliche Grabdenkmale in Rosenheim zeugen von der Bedeutung dieses Geschlechtes. Der in der Rosenheimer Gegend landsässig blühende Zweig erlosch mit Johann Georg († 1698) im Mannesstamm.

### In Österreich

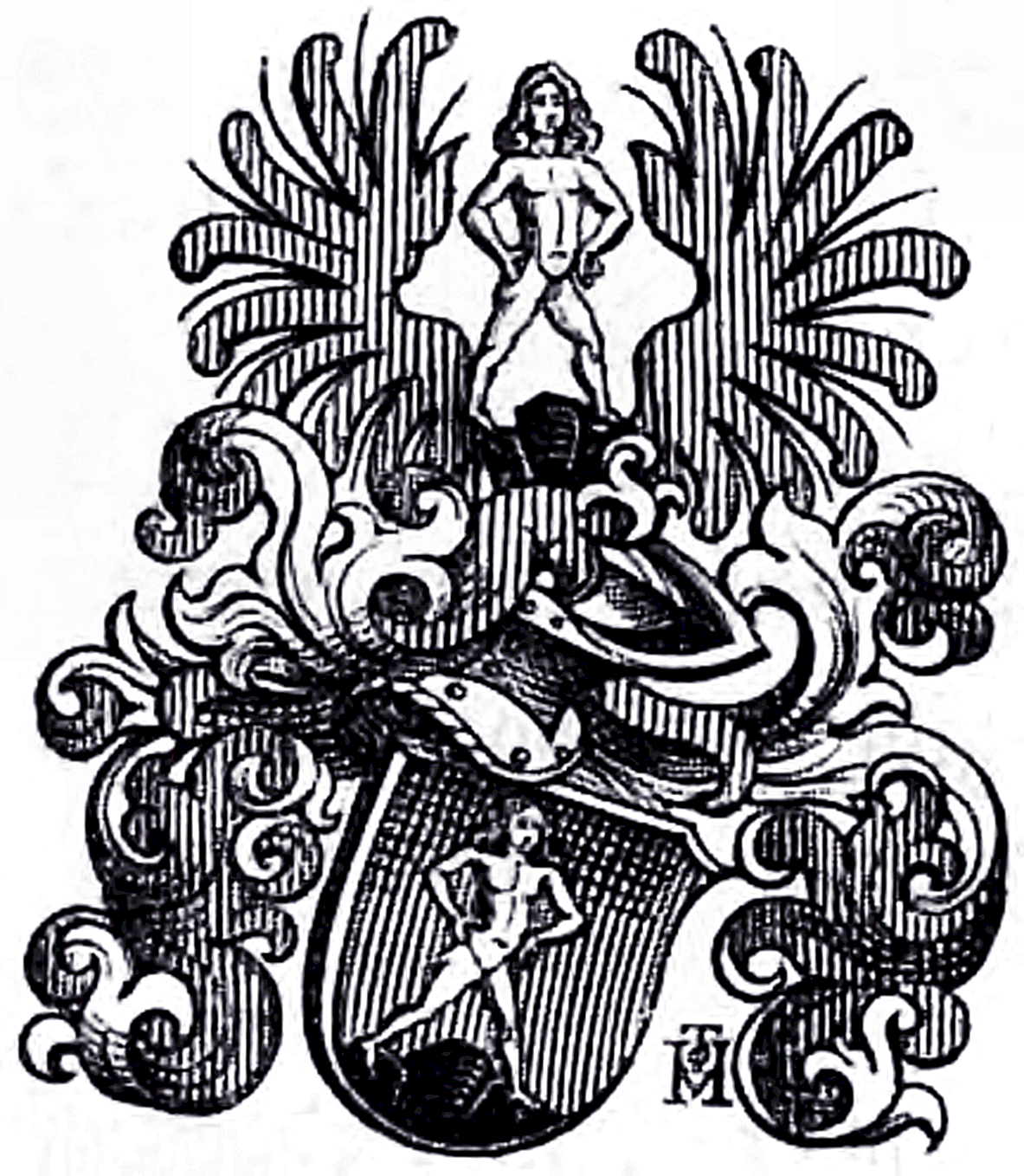
Stammwappen derer von Scheuchestuel 1579

Ein Zweig der Familie war bereits im 16. Jahrhundert in Österreich und Steiermark beim Bergbau beschäftigt. Als Stammvater der in zahlreichen Linien in Österreich lebenden Scheuchenstuel ist Hans anzusehen, der 1541 Sabina Ho(f)fer ehelichte. Deren Söhne wurden von Kaiser Rudolf II.) in den rittermäßigen Reichs- und erbländischen Adel erhoben: Albrecht Scheuchenstuel zu Weiching, kaiserlicher Salzmeier in Reichenhall und dessen Söhne Wilhelm, Kammergraf bei der Kupferhandels-Verwaltung zu Neusohl und Schemnitz, und Peter, niederösterreichischer Kammerbuchhalter, in Anerkennung „seiner eigenen und seiner Voreltern sowie seiner beiden Söhne, Wilhelm und Peter, Verdienste“, am 18. Juli 1579 zu Prag, sodann am 12. September 1582 zu Augsburg auch Albrechts Brüder Hans und Georg.
Hans Georg begleitete Anno 1598 Erzherzog Ferdinand von Graz nach Italien und erwarb sich dessen Gunst. Nachdem der Herzog zum Kaiser Ferdinand II. gewählt worden war, erfüllte er Hans Georgs Bitte um die Vermehrung seines Wappens mit dem des alten, abgestorbenen Geschlechts der oberpfälzischen Hoffer, dem seine Großmutter angehört hatte, sogar noch mit einem zweiten Part als Gnadenwappen, wobei von Hoffer nur der Helm Eingang ins Wappen fand. Der Kaiser übertrug das Wappen auch auf seinen Bruder Hans Victor, Gegenschreiber und Radmeister zu Innerberg-Eisenerz.

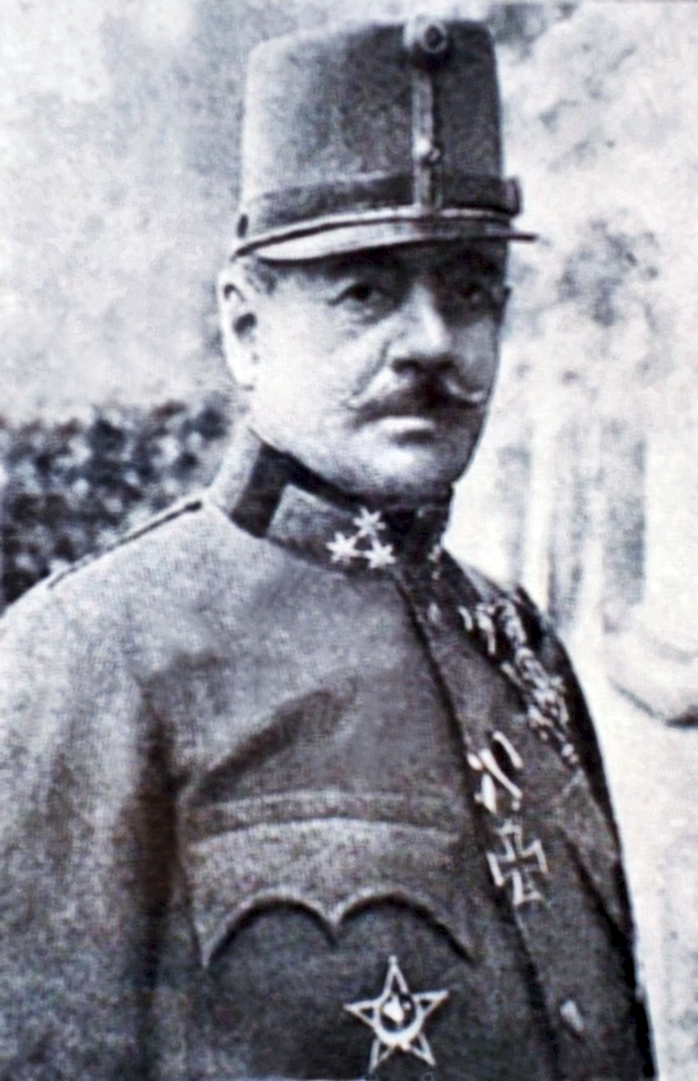
Generaloberst Viktor Graf von Scheuchenstuel 1918

Von seinem Nachfahren Hans Karl (1634–1688), Vorgeher in Weyer, dann Verweser in Wildalpen, vermählt mit Eva, Tochter des Jakob von Pantz, Mitgewerken und Oberwaldmeister in Weyer, aus einer adeligen St. Gallener Gewerkenfamilie und Urahn des nachmaligen Feldmarschallleutnants Viktor von Panz, entsprossen drei Söhne: Hans Jakob (1667–1739), Edmund (1668–1741), 1687 Kapitular des Benediktinerstifts Admont und Franz Anton (* 1675; † 14. Dezember 1746 in Weißenbach), von 1709 bis 1746 Kastner zu Weißenbach an der Enns. Die beiden nichtgeistliche Brüder bildeten eine ältere und jüngere Linie, die sich später noch weiter verzweigte.
Eine Linie der Familie kam nach Krain, wo Anton zu Anfang des 19. Jahrhunderts Kammerprokurator und Gubernialrat war. Sein Sohn Joseph (* 1808 in Laibach) wurde als k. k. Kreisgerichtspräsident zu Neustadt in Unterkrain und Ritter des Österreichisch-kaiserlichen Leopold-Ordens in Wien am 21. Dezember 1854 ohne Änderung des Wappens auch in den erbländisch-österreichischen Ritterstand aufgenommen.
Carl von Scheuchenstuel (1792–1867), von der Kärntner Linie, war ein hochverdienter Montanist und Jurist, k. k. Sektionschef und Geheimer Rat. Im Jahre 1848 wurde Carl, nun Oberbergdirektor, bei den Wahlen zur Frankfurter Nationalversammlung zum Abgeordneten des Bezirks Leoben gewählt. Er verfasste das 1856 erschienene Idioticon der österreichischen Berg- und Hüttensprache. Er war Träger des Ordens der Eisernen Krone 2. Klasse und wurde, den Ordensstatuten gemäß, durch Allerhöchste Entschließung Kaiser Franz Josephs I. am 30. Oktober 1856 zu Wien in den erbländisch-österreichischen Freiherrnstand erhoben.
Am 13. September 1917 wurde der einem nach Witkowitz gekommenen, älteren Zweig der Familie entstammende k.u.k. General Viktor von Scheuchenstuel (1857–1938), nachdem er bei der Schlacht von Karfreit siegreich hervorgegangen war, zur Belohnung am 16. November 1917 zum Generalobersten befördert und durch Allerhöchste Entschließung Kaiser Karls I. mit Diplom vom 3. Januar 1918 zu Wien in den österreichischen Grafenstand erhoben.
Sie besaßen das Schloss Falkenberg.

## Wappen

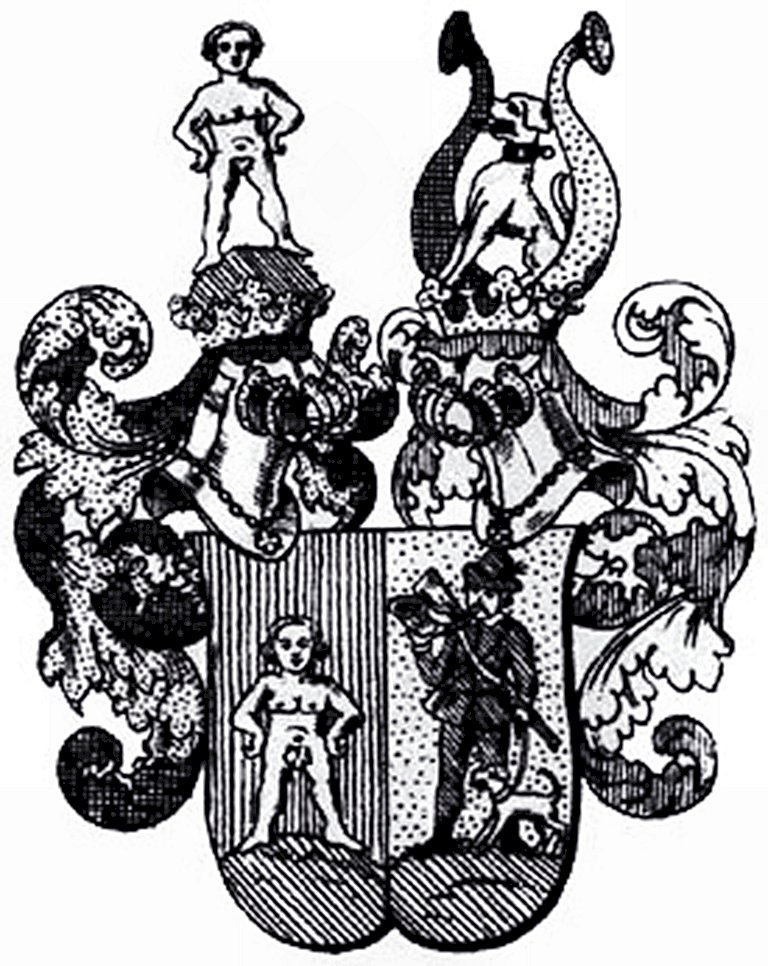
Wappen der Ritter von Scheuchenstuel, 1629

1579 und 1582: Schild in Rot mit schwarzem Dreiberg, auf dessen äußere Flügel gespreizt ein nacktes Knäblein im gelben Kraushaar, Hände eingestemmt. Stechhelm mit schwarz-roter Decke, Wulst in gleichen Farben und offenem roten Flug, dazwischen Dreiberg und Knäblein. 1582 wurde der Dreiberg silbern, statt des früher geschlossenen Helms, kam ein gekrönter offener mit rot-silbernen Decken.
1629: Schild gespalten, vorne rot auf grünem Hügel ein nacktes Knäblein, die Arme eingestemmt, hinten golden auf grünem Hügeln vorn ein Jäger, Rock, Beinkleid und Hut grün, Pulverflasche rechts, Büchse schräg umgehängt, den Kolben oben, mit der Rechten das zum Blasen angesetzte goldene Horn, mit der gesenkten Linken an schwarzbraunem Leitseil einen rechtschreitenden, ledergehalsbandeten braunen Leithund haltend. Zwei gekrönte Helme, die erste mit Decke vom Heiligen Römischen Reich (schwarz-golden) und dem Knaben auf dem Hügel, der andere mit der Decke von Österreich (rot-silbern) und offenen Hörnern, das rechte schwarz, das linke golden, dazwischen sitzend eine schwarzbehalsbandete weiße Bracke.
1856: Wie 1629, jedoch auf dem Schilde die Freiherrnkrone und auf 1 das Knäblein zwischen einen offenen roten Flug gestellt (wie 1579).

### Wappensage
Über die Entstehung ihres Namens und Wappens geht, nach Anton Pantz, folgende Sage: „In der Nähe des Ansitzes ihres ersten Vorfahren trieb sich ein wilder Mensch in den Bergwäldern herum, der Furcht und Aberglauben erregte. Die Bewohner der Gegend wollten ihn töten, der Vorfahre der Scheuchenstuel aber ließ ihn fangen, nahm ihn – es war ein Jüngling – zu sich und machte ihn wieder zum Menschen. Nach Jahren nun kam die Kunde, dass ein Fürst seinen Sohn suche, der als Kind ausgesetzt worden war, um ihn zu beseitigen. In dem Jüngling erkannte man den Fürstensohn, der dann wieder in seine Rechte eingesetzt wurde. Zur Erinnerung an die Rettung des Knaben erhielt der Ahnherr der Scheuchenstuel seinen Namen und das nackte Knäblein im Wappen.“